# Iridodon
Iridodon — вимерлий рід гієнодонтових ссавців. Скам'янілості знайдено в Вайомінгу, США. Описано 1 вид: Iridodon datzae.